# تروول
تروول (به فرانسوی: Trévol) یک کمون در فرانسه است که در Canton of Yzeure واقع شده‌است.

## خصوصیات
تروول ۴۰٫۸۴ کیلومترمربع مساحت و ۱٬۵۹۹ نفر جمعیت دارد و ۲۴۵ متر بالاتر از سطح دریا واقع شده‌است.